# Municipio de Ljungby
El municipio de Ljungby (en sueco: Ljungby kommun) es un municipio en la provincia de Kronoberg, al sur de Suecia. Su sede se encuentra en la ciudad de Ljungby. El municipio actual fue creado en 1971 cuando la ciudad de mercado (köping) de Ljungby se fusionó con los municipios rurales que la rodeaban.

## Localidades
Hay 8 áreas urbanas (tätort) en el municipio:
| # | Tätort    | Población |
| - | --------- | --------- |
| 1 | Ljungby   | 14,810    |
| 2 | Lagan     | 1,751     |
| 3 | Ryssby    | 689       |
| 4 | Lidhult   | 635       |
| 5 | Kånna     | 365       |
| 6 | Vittaryd  | 306       |
| 7 | Angelstad | 276       |
| 8 | Agunnaryd | 215       |

## Ciudades hermanas
Ljungby está hermanado o tiene tratado de cooperación con:
- Ås, Akershus, Noruega
- Paimio, Finlandia Propia, Finlandia
- Šilutė, Klaipėda, Lituania